# Closterus concisiramis
Closterus concisiramis är en skalbaggsart som beskrevs av Gilmour 1961. Closterus concisiramis ingår i släktet Closterus och familjen långhorningar.
Artens utbredningsområde är Madagaskar. Inga underarter finns listade i Catalogue of Life.